# Stamatios Masuris
Stamatios Masuris (gr. Σταμάτιος Μασούρης; data i miejsce urodzenia oraz śmierci nieznane) – grecki maratończyk, olimpijczyk z Aten (1896).
Podczas Igrzysk w Atenach Masuris wystartował w biegu maratońskim, w którym zajął 8 miejsce w gronie 9 zawodników, którzy ukończyli bieg, pokonując swojego rodaka Lagudakisa.
Informacje o jego życiu są nieznane.